# استان مانیسا
مانیسا نام یکی از استان‌های ترکیه است که مرکز آن هم شهر مانیسا است.

محل استان مانیسا